# Selección femenina de fútbol sub-20 de Croacia
La selección femenina de fútbol sub-20 de Croacia es el equipo representativo de dicho país en las competiciones oficiales. Su organización está a cargo de la Federación Croata de Fútbol, miembro de la UEFA y la FIFA.

## Estadísticas

### Copa Mundial Femenina de Fútbol Sub-20
| Año                     | Fase            | Posición        | PJ              | PG              | PE              | PP              | GF              | GC              |             |
| ----------------------- | --------------- | --------------- | --------------- | --------------- | --------------- | --------------- | --------------- | --------------- | ----------- |
| Canadá 2002             | No se clasificó | No se clasificó | No se clasificó | No se clasificó | No se clasificó | No se clasificó | No se clasificó | No se clasificó |             |
| Tailandia 2004          | No se clasificó | No se clasificó | No se clasificó | No se clasificó | No se clasificó | No se clasificó | No se clasificó | No se clasificó |             |
| Rusia 2006              | No se clasificó | No se clasificó | No se clasificó | No se clasificó | No se clasificó | No se clasificó | No se clasificó | No se clasificó |             |
| Chile 2008              | No se clasificó | No se clasificó | No se clasificó | No se clasificó | No se clasificó | No se clasificó | No se clasificó | No se clasificó |             |
| Alemania 2010           | No se clasificó | No se clasificó | No se clasificó | No se clasificó | No se clasificó | No se clasificó | No se clasificó | No se clasificó |             |
| Japón 2012              | No se clasificó | No se clasificó | No se clasificó | No se clasificó | No se clasificó | No se clasificó | No se clasificó | No se clasificó |             |
| Canadá 2014             | No se clasificó | No se clasificó | No se clasificó | No se clasificó | No se clasificó | No se clasificó | No se clasificó | No se clasificó |             |
| Papúa Nueva Guinea 2016 | No se clasificó | No se clasificó | No se clasificó | No se clasificó | No se clasificó | No se clasificó | No se clasificó | No se clasificó |             |
| Francia 2018            | No se clasificó | No se clasificó | No se clasificó | No se clasificó | No se clasificó | No se clasificó | No se clasificó | No se clasificó |             |
| Costa Rica 2022         | No se clasificó | No se clasificó | No se clasificó | No se clasificó | No se clasificó | No se clasificó | No se clasificó | No se clasificó |             |
| Colombia 2024           | No se clasificó | No se clasificó | No se clasificó | No se clasificó | No se clasificó | No se clasificó | No se clasificó | No se clasificó |             |
| Polonia 2026            | Por definir     | Por definir     | Por definir     | Por definir     | Por definir     | Por definir     | Por definir     | Por definir     | Por definir |

### Campeonato Europeo Femenino Sub-19 de la UEFA
| Año                                           | Fase                                                         | Posición                                                     | PJ                                                           | PG                                                           | PE                                                           | PP                                                           | GF                                                           | GC                                                           |
| --------------------------------------------- | ------------------------------------------------------------ | ------------------------------------------------------------ | ------------------------------------------------------------ | ------------------------------------------------------------ | ------------------------------------------------------------ | ------------------------------------------------------------ | ------------------------------------------------------------ | ------------------------------------------------------------ |
| Campeonato Europeo Femenino Sub-18 de la UEFA |                                                              |                                                              |                                                              |                                                              |                                                              |                                                              |                                                              |                                                              |
| 1998                                          | No existía la selección femenina de fútbol sub-20 de Croacia | No existía la selección femenina de fútbol sub-20 de Croacia | No existía la selección femenina de fútbol sub-20 de Croacia | No existía la selección femenina de fútbol sub-20 de Croacia | No existía la selección femenina de fútbol sub-20 de Croacia | No existía la selección femenina de fútbol sub-20 de Croacia | No existía la selección femenina de fútbol sub-20 de Croacia | No existía la selección femenina de fútbol sub-20 de Croacia |
| 1999                                          | No existía la selección femenina de fútbol sub-20 de Croacia | No existía la selección femenina de fútbol sub-20 de Croacia | No existía la selección femenina de fútbol sub-20 de Croacia | No existía la selección femenina de fútbol sub-20 de Croacia | No existía la selección femenina de fútbol sub-20 de Croacia | No existía la selección femenina de fútbol sub-20 de Croacia | No existía la selección femenina de fútbol sub-20 de Croacia | No existía la selección femenina de fútbol sub-20 de Croacia |
| 2000                                          | No existía la selección femenina de fútbol sub-20 de Croacia | No existía la selección femenina de fútbol sub-20 de Croacia | No existía la selección femenina de fútbol sub-20 de Croacia | No existía la selección femenina de fútbol sub-20 de Croacia | No existía la selección femenina de fútbol sub-20 de Croacia | No existía la selección femenina de fútbol sub-20 de Croacia | No existía la selección femenina de fútbol sub-20 de Croacia | No existía la selección femenina de fútbol sub-20 de Croacia |
| 2001                                          | No existía la selección femenina de fútbol sub-20 de Croacia | No existía la selección femenina de fútbol sub-20 de Croacia | No existía la selección femenina de fútbol sub-20 de Croacia | No existía la selección femenina de fútbol sub-20 de Croacia | No existía la selección femenina de fútbol sub-20 de Croacia | No existía la selección femenina de fútbol sub-20 de Croacia | No existía la selección femenina de fútbol sub-20 de Croacia | No existía la selección femenina de fútbol sub-20 de Croacia |
| Campeonato Europeo Femenino Sub-19 de la UEFA |                                                              |                                                              |                                                              |                                                              |                                                              |                                                              |                                                              |                                                              |
| 2002                                          | No existía la selección femenina de fútbol sub-20 de Croacia | No existía la selección femenina de fútbol sub-20 de Croacia | No existía la selección femenina de fútbol sub-20 de Croacia | No existía la selección femenina de fútbol sub-20 de Croacia | No existía la selección femenina de fútbol sub-20 de Croacia | No existía la selección femenina de fútbol sub-20 de Croacia | No existía la selección femenina de fútbol sub-20 de Croacia | No existía la selección femenina de fútbol sub-20 de Croacia |
| 2003                                          | No existía la selección femenina de fútbol sub-20 de Croacia | No existía la selección femenina de fútbol sub-20 de Croacia | No existía la selección femenina de fútbol sub-20 de Croacia | No existía la selección femenina de fútbol sub-20 de Croacia | No existía la selección femenina de fútbol sub-20 de Croacia | No existía la selección femenina de fútbol sub-20 de Croacia | No existía la selección femenina de fútbol sub-20 de Croacia | No existía la selección femenina de fútbol sub-20 de Croacia |
| 2004                                          | No existía la selección femenina de fútbol sub-20 de Croacia | No existía la selección femenina de fútbol sub-20 de Croacia | No existía la selección femenina de fútbol sub-20 de Croacia | No existía la selección femenina de fútbol sub-20 de Croacia | No existía la selección femenina de fútbol sub-20 de Croacia | No existía la selección femenina de fútbol sub-20 de Croacia | No existía la selección femenina de fútbol sub-20 de Croacia | No existía la selección femenina de fútbol sub-20 de Croacia |
| 2005                                          | No se clasificó                                              | No se clasificó                                              | No se clasificó                                              | No se clasificó                                              | No se clasificó                                              | No se clasificó                                              | No se clasificó                                              | No se clasificó                                              |
| 2006                                          | No se clasificó                                              | No se clasificó                                              | No se clasificó                                              | No se clasificó                                              | No se clasificó                                              | No se clasificó                                              | No se clasificó                                              | No se clasificó                                              |
| 2007                                          | No se clasificó                                              | No se clasificó                                              | No se clasificó                                              | No se clasificó                                              | No se clasificó                                              | No se clasificó                                              | No se clasificó                                              | No se clasificó                                              |
| 2008                                          | No se clasificó                                              | No se clasificó                                              | No se clasificó                                              | No se clasificó                                              | No se clasificó                                              | No se clasificó                                              | No se clasificó                                              | No se clasificó                                              |
| 2009                                          | No se clasificó                                              | No se clasificó                                              | No se clasificó                                              | No se clasificó                                              | No se clasificó                                              | No se clasificó                                              | No se clasificó                                              | No se clasificó                                              |
| 2010                                          | No se clasificó                                              | No se clasificó                                              | No se clasificó                                              | No se clasificó                                              | No se clasificó                                              | No se clasificó                                              | No se clasificó                                              | No se clasificó                                              |
| 2011                                          | No se clasificó                                              | No se clasificó                                              | No se clasificó                                              | No se clasificó                                              | No se clasificó                                              | No se clasificó                                              | No se clasificó                                              | No se clasificó                                              |
| 2012                                          | No se clasificó                                              | No se clasificó                                              | No se clasificó                                              | No se clasificó                                              | No se clasificó                                              | No se clasificó                                              | No se clasificó                                              | No se clasificó                                              |
| 2013                                          | No se clasificó                                              | No se clasificó                                              | No se clasificó                                              | No se clasificó                                              | No se clasificó                                              | No se clasificó                                              | No se clasificó                                              | No se clasificó                                              |
| 2014                                          | No se clasificó                                              | No se clasificó                                              | No se clasificó                                              | No se clasificó                                              | No se clasificó                                              | No se clasificó                                              | No se clasificó                                              | No se clasificó                                              |
| 2015                                          | No se clasificó                                              | No se clasificó                                              | No se clasificó                                              | No se clasificó                                              | No se clasificó                                              | No se clasificó                                              | No se clasificó                                              | No se clasificó                                              |
| 2016                                          | No se clasificó                                              | No se clasificó                                              | No se clasificó                                              | No se clasificó                                              | No se clasificó                                              | No se clasificó                                              | No se clasificó                                              | No se clasificó                                              |
| 2017                                          | No se clasificó                                              | No se clasificó                                              | No se clasificó                                              | No se clasificó                                              | No se clasificó                                              | No se clasificó                                              | No se clasificó                                              | No se clasificó                                              |
| 2018                                          | No se clasificó                                              | No se clasificó                                              | No se clasificó                                              | No se clasificó                                              | No se clasificó                                              | No se clasificó                                              | No se clasificó                                              | No se clasificó                                              |
| 2019                                          | No se clasificó                                              | No se clasificó                                              | No se clasificó                                              | No se clasificó                                              | No se clasificó                                              | No se clasificó                                              | No se clasificó                                              | No se clasificó                                              |
| 2022                                          | No se clasificó                                              | No se clasificó                                              | No se clasificó                                              | No se clasificó                                              | No se clasificó                                              | No se clasificó                                              | No se clasificó                                              | No se clasificó                                              |
| 2023                                          | No se clasificó                                              | No se clasificó                                              | No se clasificó                                              | No se clasificó                                              | No se clasificó                                              | No se clasificó                                              | No se clasificó                                              | No se clasificó                                              |
| 2024                                          | Por definir                                                  | Por definir                                                  | Por definir                                                  | Por definir                                                  | Por definir                                                  | Por definir                                                  | Por definir                                                  | Por definir                                                  |
| 2025                                          | Por definir                                                  | Por definir                                                  | Por definir                                                  | Por definir                                                  | Por definir                                                  | Por definir                                                  | Por definir                                                  | Por definir                                                  |